# Exotische Tiere im frühneuzeitlichen Frankreich

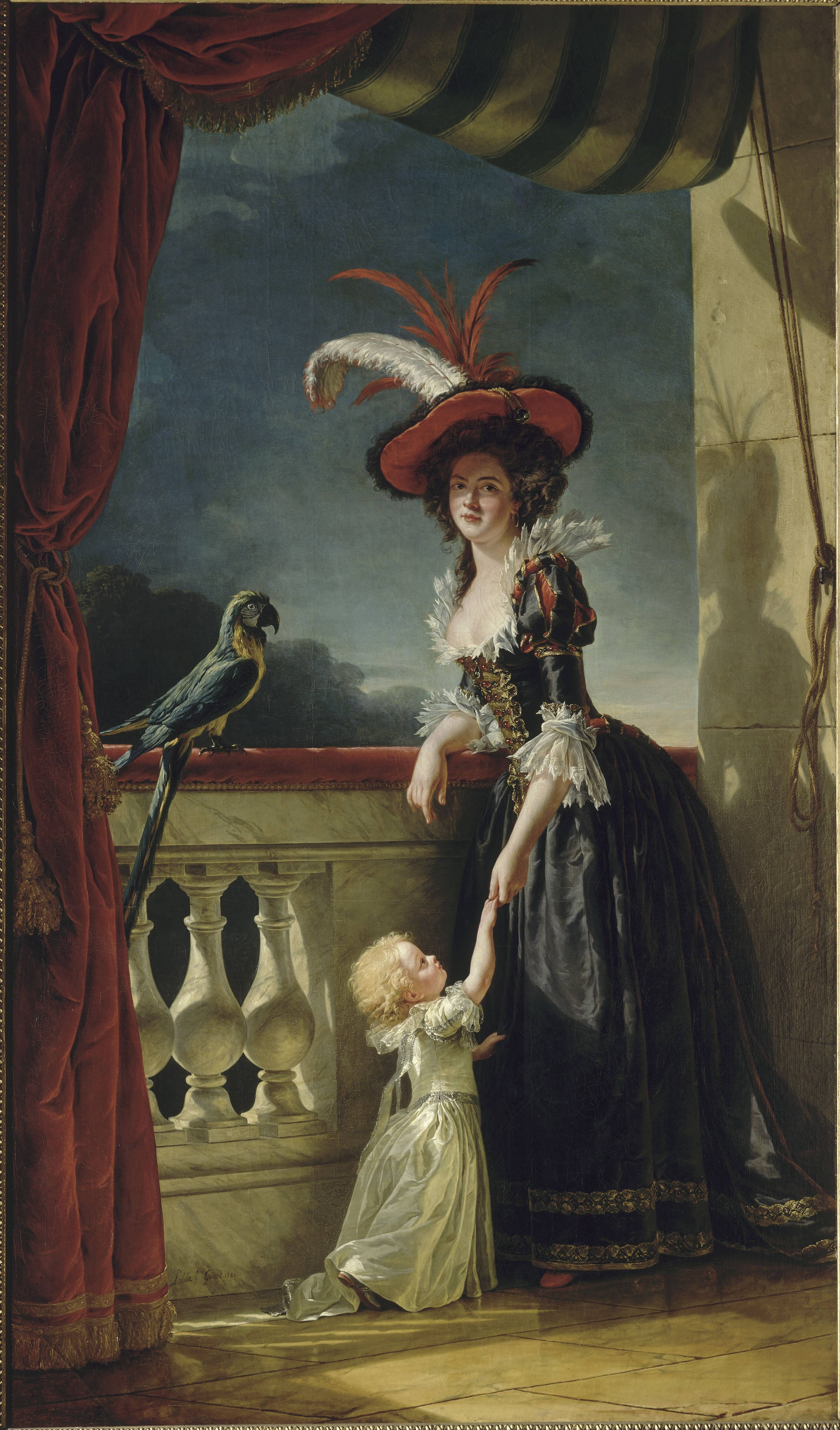
Im Frankreich des 18. Jahrhunderts waren Papageien wie Gelbbrustaras als Heimtiere beliebt. Die Hüte der Damen waren mit Federn von Straußen und anderen exotischen Vögeln verziert. (Das Ölgemälde zeigt Marie Louise Élisabeth de Bourbon, Tochter von Ludwig XV., und ihren Sohn, gemalt postum 1787/88 von Adélaïde Labille-Guiard.)

In der Frühen Neuzeit, insbesondere im 18. Jahrhundert, wurden exotische Tiere in großer Zahl per Schiff nach Frankreich verfrachtet. Die Tiere stammten aus fast allen Teilen der Welt, vor allem aus tropischen und subtropischen Regionen. Sie wurden in Menagerien gehalten, mit Wandermenagerien durch das Land gefahren, auf Jahrmärkten ausgestellt, in Geschäften und von Straßenhändlern angeboten, vorwiegend in Paris in privaten Haushalten wohlhabender Bürger gehalten und in Schaukämpfen gegeneinander gehetzt. Exotische Vögel dienten meist als Zierobjekte, Affen, denen man Kunststücke beibrachte, und „sprechende“ Papageien vor allem der Unterhaltung. Höfische Menagerien symbolisierten den Machtanspruch des Monarchen.

## Herkunftsgebiete und Tierarten

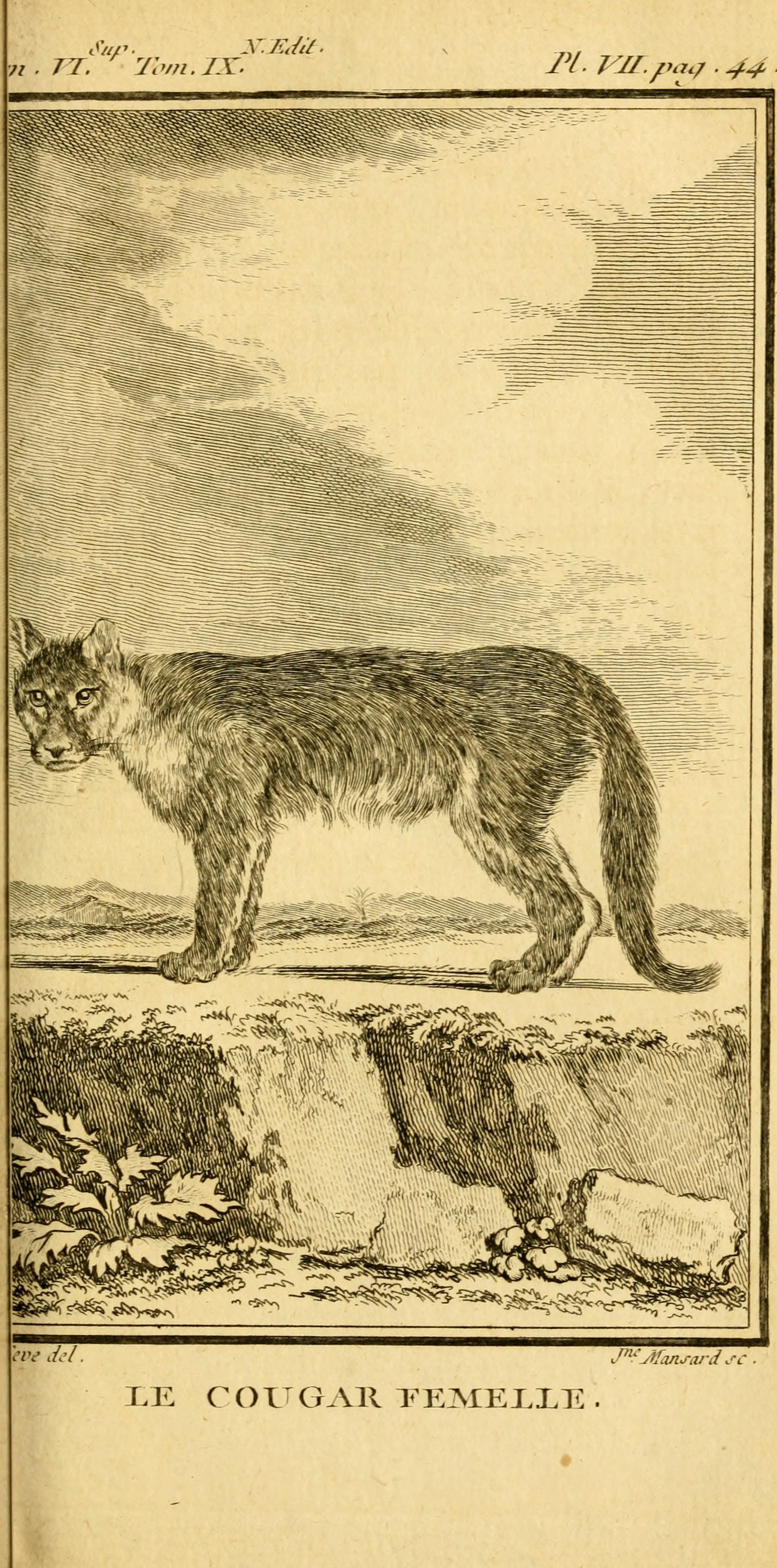
Ein Puma gehörte zu den exotischen Raubtieren, die im 18. Jahrhundert auf einem Jahrmarkt in Paris zur Schau gestellt wurden. (Kupferstich aus den 1770er Jahren aus Georges-Louis Leclerc de Buffon: Histoire naturelle, générale et particulière, avec la description du cabinet du roi)

Die nach Frankreich verfrachteten Tiere – vor allem Vögel und Säugetiere, seltener Reptilien – stammten aus Afrika, Amerika, Asien und Australasien. Nachdem im Mittelalter zunächst der Handel rund um das Mittelmeer florierte, brachen französische Handelsschiffe im 15. Jahrhundert zur Westküste Afrikas und in den Nordatlantik auf, im frühen 16. Jahrhundert auch nach Brasilien. Im 17. Jahrhundert entstanden französische Kolonien unter anderem in Nordamerika, in der Karibik und im südamerikanischen Guayana. Allein in die karibischen Zuckerrohrplantagen wurden jedes Jahr Tausende bis Zigtausende afrikanische Sklaven verschleppt; die Sklavenschiffe hatten häufig auch exotische Tiere an Bord, die – sofern sie überlebten – auf der Rückreise nach Frankreich mitgenommen wurden. Im letzten Viertel des 18. Jahrhunderts steuerten pro Jahr 500 bis 600 französische Schiffe die Antillen an und 50 bis 100 Schiffe Afrika.
Der Handelsvertreter Jean Barbot erstand in den 1690er Jahren in Calabar (Nigeria), einem bedeutenden Sklavenhandelsplatz, nicht nur Menschen, sondern auch Affen und Papageien; gemäß seinen Aufzeichnungen tauschte er „drei oder vier Affen gegen einen alten Hut oder Mantel“. Auch die Handelswege in den Indischen Ozean boten Quellen für exotische Tiere; so trafen 1670 in Paris 260 Primaten aus Madagaskar ein. Im 18. Jahrhundert blühte außerdem der Handel mit Süd- und Ostasien. Aus Indien gelangten Tiger nach Frankreich. Aus Asien zurückkehrende französische Handelsschiffe, deren Route einen Aufenthalt in Südafrika mit sich brachte, importierten nicht nur Gewürze, Tee und Porzellan, sondern ebenso afrikanische Tiere wie Zebras. Pazifische Inseln wie Neuguinea waren eine zuverlässige Quelle für den Import farbenprächtiger Vögel; Seeleute erwarben dort Papageien für „ein paar Nägel oder minderwertige Messer“.
Zu den importierten Vögeln gehörten neben vielen anderen Arten Großvögel wie Strauße, Kasuare, Kondore und Pelikane; Papageien wie Kakadus, Spechtvögel wie Tukane, Singvögel wie Kardinäle, Trupiale, Blauhäher, Amaranten und, bevor sie im 17. Jahrhundert vielfach gezüchtet wurden, auch Kanarengirlitze. Unter den importierten Säugetieren waren Affen wie Grüne Meerkatzen, Kapuzineraffen, Mandrille und Schimpansen; Raubtiere wie Löwen, Tiger, Leoparden, Servale, Ozelots, Pumas, Karakale, Zibetkatzen, Hyänen und Eisbären; Huftiere wie Zebras, Bisons, Dromedare und Lamas; Nagetiere wie Pakas, Stachelschweine und Gleithörnchen; manchmal Elefanten und Nashörner. Die Menagerie in Versailles beherbergte zudem Krokodile; auf Jahrmärkten wurden auch Schlangen präsentiert.

## Transport der Tiere

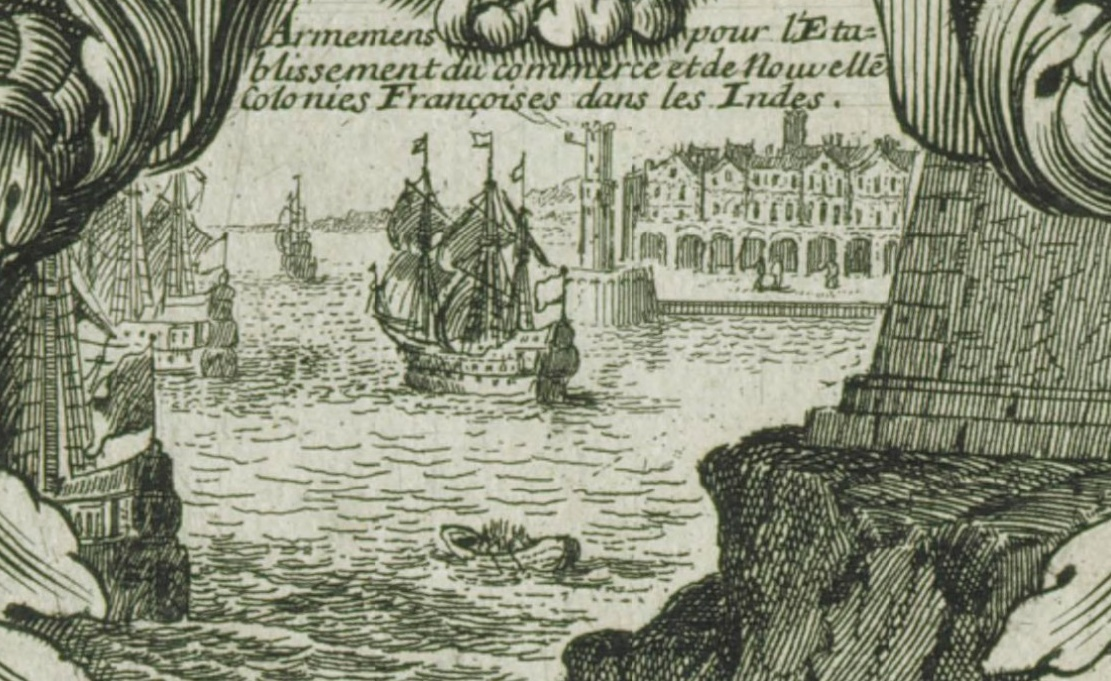
Diese französischen Schiffe brechen der (nicht eindeutigen) Bildinschrift zufolge entweder nach Indien auf oder zu den Westindischen Inseln, um Handel zu treiben und neue Kolonien zu gründen. (Kupferstich von 1699 aus einem königlichen Almanach)

Nur ein kleiner Prozentsatz der Tiere überlebte die Transporte nach Frankreich. Gründe dafür waren unter anderem die schlechten Haltungsbedingungen an Bord sowie Stürme und Kälte. Zudem griffen Schiffsmannschaften bei einem Mangel an Frischfleisch in Form von lebend mitgeführtem Vieh zu ihrer Ernährung auf exotische Tiere wie Affen und Papageien zurück. Eine Großkatze, vermutlich ein Jaguar, an Bord eines 1764 unter dem Kommando von Louis Antoine de Bougainville stehenden Schiffes wurde auf der Route zwischen Montevideo und den Falklandinseln auf Befehl des Kapitäns erdrosselt, weil sie der Mannschaft durch nächtliches Brüllen den Schlaf raubte und zu viel Fleisch brauchte.
Papageien wurden auf Schiffen zu einem oder zwei Dutzend in Käfige gesperrt, kleinere Vögel manchmal zu 200. Während seiner Weltumseglung 1766–1769 erwarb Bougainville Papageien in großer Zahl: Einheimische aus dem Gebiet des heutigen Malaysia und Indonesien paddelten mit Kanus zu den beiden französischen Schiffen und boten unter anderem Kakadus zum Kauf an; ein Kakadu hatte den Gegenwert eines roten Taschentuchs. An Bord eines der beiden Schiffe waren nach einer solchen Tauschaktion mehr als 400 Papageien.
Ein 1787 in Mosambik gekaufter Leopard wurde zuerst mit einem Sklavenschiff nach Haiti transportiert, dann zum französischen Seehafen Lorient; anschließend wurde das Tier wochenlang über Land bis Versailles gekarrt. Derartige Transporte afrikanischer Tiere mit Sklavenschiffen in die Karibik und von dort nach Frankreich waren schon im 17. Jahrhundert nicht ungewöhnlich; nur ein kleiner Teil der Tiere überlebte die zweifache Atlantiküberquerung. Auch aus dem 18. Jahrhundert ist überliefert, dass afrikanische Papageien wie Unzertrennliche auf Transporten nach Frankreich über die Antillen in großer Zahl starben.
Dass die weitaus meisten Tiere während der Überfahrten starben, spielte aus kommerzieller Sicht in Anbetracht der Vielzahl transportierter Tiere eine untergeordnete Rolle: Der Handelsvertreter Barbot erhielt gegen Ende des 17. Jahrhunderts in Paris für einen überlebenden Affen 480 Livres, etwa den Kaufpreis für fünf Pferde. Von den Papageien, die Barbot verschiffte, überlebte durchschnittlich einer von 20; bei einer der Überfahrten starben alle 50. Papageien wurden in Paris für bis zu 2400 Livres angeboten, durchschnittlich kosteten sie etwa 100 bis 200 Livres.

## Höfische Menagerien

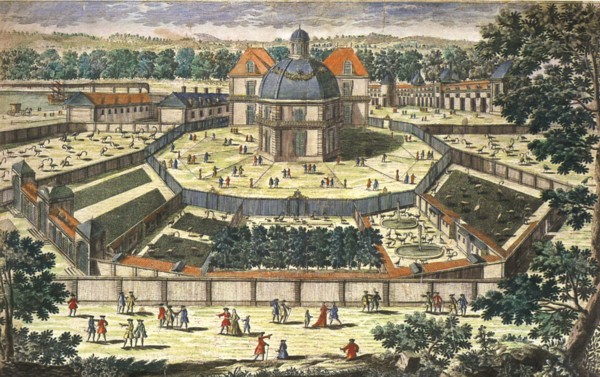
Die Menagerie in Versailles zur Zeit von Ludwig XIV. Als „friedfertig“ eingestufte Tiere wie Jungfernkraniche, Pelikane und Strauße waren in Außenanlagen untergebracht. (Handkolorierter Kupferstich aus dem späten 17. oder frühen 18. Jahrhundert von Pierre Aveline)

Großraubtiere wie Leoparden wurden in Versailles in enge, gemauerte, mit Eisenstäben vergitterte „Verliese“ gesperrt. (Ölgemälde von Jean-Baptiste Oudry, 1739)

Die Tiere in höfischen Menagerien waren vor allem Statussymbole: Wer als Monarch Herr über Großkatzen und andere fremdländische Tiere war, der kontrollierte entsprechend dieser Symbolik auch innerstaatliche und außenpolitische Angelegenheiten. Ludwig XIV. ließ in den 1660er Jahren Menagerien in Vincennes am östlichen Stadtrand von Paris und in Versailles errichten. Die in Vincennes gehaltenen Tiere – unter anderem Löwen, Tiger, Leoparden und Elefanten – sollten Besucher und Staatsgäste mit blutigen Schaukämpfen unterhalten. Die Menagerie in Versailles diente vor allem dazu, exotische Tiere zur Schau zu stellen und für tierkundliche Studien verfügbar zu machen. Vögel wurden in Käfigen oder Freigehegen untergebracht. Allein von 1687 bis 1694 lieferte der Händler Gasson Mosnier 868 Vögel nach Versailles, darunter 103 Strauße und 536 Purpurhühner.
Andere Arten wie Raubtiere wurden oft auf engstem Raum eingesperrt und entwickelten infolge der miserablen Haltungsbedingungen degenerative Veränderungen in Körperbau und Verhalten: Sie wurden krank und starben allgemein früh, was neue Tierimporte nach sich zog. Viele der exotischen Tiere überlebten zudem die Winter in Nordfrankreich nicht. Der berühmte Naturforscher Buffon, der in Menagerien und auf Jahrmärkten gezeigte und in Tierhandlungen feilgebotene Tiere für seine Forschungen nutzte, stellte fest, für Verhaltensstudien seien Menagerien wegen des gestörten Verhaltens der untergebrachten Tiere ungeeignet. In der zweiten Hälfte des 18. Jahrhunderts setzte unter gebildeten Besuchern der bis dahin wegen ihres Unterhaltungswerts gelobten Menagerien ein Umdenken ein. Von der Aufklärung beeinflussten französischen Sozialkritikern galten Wildtiere als Symbole der Freiheit und Unabhängigkeit, ihre gefangen gehaltenen Artgenossen dagegen als versklavte Kreaturen.

„Seit einiger Zeit ist hier ein lebendiger Elephant zu sehen. Er ist etwa 5 Jahr alt, 5½ Fuß hoch, und überaus zahm und verständig. Er nimmt aus den Händen der Damen den Reis, welchen sie ihm vorhalten, und öfnet, wenn man ihm eine Bouteille Bier gibt, dieselbe, um sie auszuleeren. Seit dem Jahre 1668, da der König von Portugal unserm Hofe ein Geschenk mit einem Elephanten machte, welcher 13 Jahre in der Menagerie zu Versailles gelebt hat, ist kein solches Thier nach Frankreich gekommen.“

## Jahrmärkte und Wandermenagerien

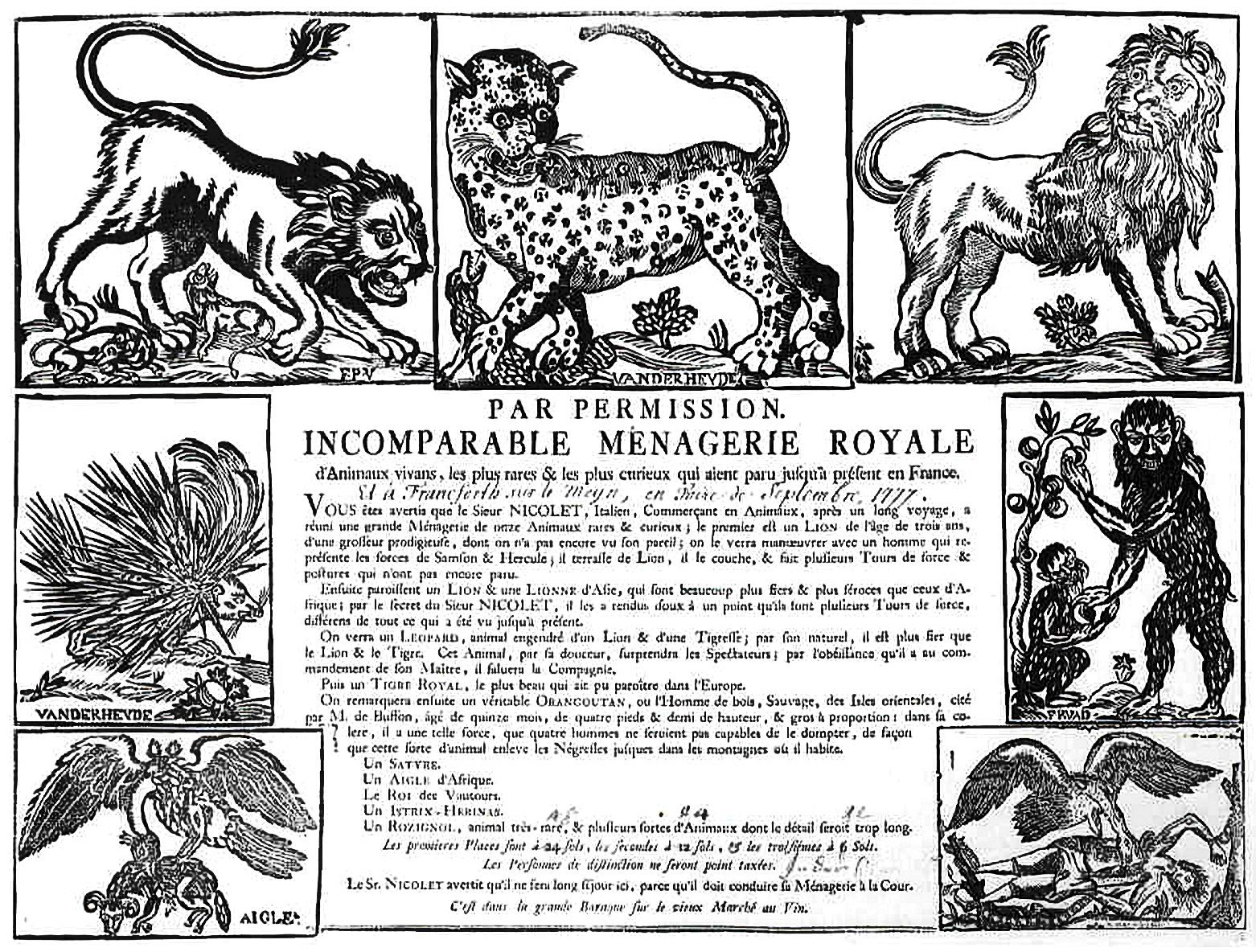
Der italienische Tierhändler Nicolet, der mit seiner Wandermenagerie in den 1770er Jahren unter anderem in Frankreich unterwegs war, kündigte seine dortigen Auftritte mit diesem Anschlagszettel an. Er preist darin unter anderem seine drei Löwen an; die beiden asiatischen seien noch wilder als afrikanische Löwen. Auch ein Leopard sei zu sehen – gezeugt von einem Löwen und einer Tigerin. („Anschlagzettel mit sieben Holzschnitten verschiedener Tiere“, 1777, Historisches Museum Frankfurt)

In der zweiten Hälfte des 18. Jahrhunderts konkurrierten private Ausstellungen exotischer Tiere mit den königlichen Menagerien. Auf Jahrmärkten in Paris, unter anderem auf dem berühmten Jahrmarkt Saint-Germain, waren Löwen, Tiger, Elefanten und Paviane zu besichtigen sowie Strauße, deren Federn an Zuschauer verkauft wurden. Untergebracht waren die Tiere wahrscheinlich in Bretterbuden. Schaukämpfe, bei denen Großkatzen und andere Tiere wie Braunbären, Wölfe, Haushunde oder Stiere sich gegenseitig zerfleischten, lockten zahlreiche Zuschauer an – wurden gegen Ende des 18. Jahrhunderts aber auch wegen ihrer Grausamkeit kritisiert.
Wandermenagerien fuhren mit exotischen Tiere in Käfigen durch das Land und präsentierten sie Zuschauern unter anderem auf Jahrmärkten gegen Eintrittsgeld. Anders als exotische Tiere für höfische Menagerien, die von Tierhändlern auf Bestellung in den Herkunftsländern der Tiere beschafft wurden, erwarben Privatleute ihre zur Schau gestellten Tiere in Häfen wie Bordeaux, Le Havre oder Marseille: Sie kauften diejenigen Tiere, die gerade von Seeleuten der täglich aus fernen Zielen eintreffenden Schiffe angeboten wurden.

## Museen
Später befand sich auch im Nationalmuseum in Paris eine Menagerie. Im Jahre 1797 brachte der französische Gesandte Ader aus Nordamerika hierhin „mehrere seltene Thiere“, darunter Klapperschlangen.

## Exotische Heimtiere
Vor allem Kanarienvögel, Papageien, andere exotische Vögel und Affen waren insbesondere im 18. Jahrhundert auch als Heimtiere beliebt. Die Vögel wurden in Wohnungen in Käfigen gehalten, manchmal in Volieren, die in Fensteröffnungen eingebaut waren, Papageien auch angebunden auf Kletterbäumen. Adelige ließen aufwendige Volieren im Freien errichten. Handbücher informierten über die Haltung von Kanarienvögeln oder gaben Tipps, wie man Papageien das Sprechen beibringen sollte. Affen wurden meist angekettet, manche konnten sich jedoch frei in Wohnungen bewegen oder waren in einem separaten Zimmer untergebracht.

## Folgen der Tierimporte
Nicht nur Frankreich, auch andere europäische Seefahrernationen wie Großbritannien und die Niederlande importierten zahlreiche exotische Tiere. Die ausufernden Zahlen aus ihren Lebensräumen entnommener Tiere hatten bereits in der Frühen Neuzeit Konsequenzen für die Bestandssituation mancher Arten. So nahmen die Populationsdichten von Papageien auf den Antillen rapide ab; auf Martinique waren Papageien bereits in den 1750er Jahren ausgerottet. Das besondere Ausmaß französischer Tierimporte spiegelt sich nicht nur in den hohen Zahlen verfrachteter Tiere wider, sondern auch darin, dass es in der Frühen Neuzeit Frankreichs etliche Angriffsserien von Raubtieren auf Menschen gab, von denen die Bestie des Gévaudan am bekanntesten wurde. Manche Historiker ordnen diese Angriffe Wölfen zu; zeitgenössische Beschreibungen der Angreifer und ihres Verhaltens lassen jedoch in vielen dieser Fälle auf andere Großraubtiere schließen, insbesondere auf Großkatzen. Zudem häuften sich derartige Vorfälle zur Zeit von Ludwig XIV. im weiten Umkreis von Paris und Versailles.